# 哈莫尼
哈莫尼（英語：Harmony）是位于美国纽约州肖托夸县的一个镇，地处肖托夸县南部、詹姆斯敦西南。2010年美国人口普查时，该镇有2206人。最早的定居者于1809年左右到达此地。1816年，哈莫尼镇从肖托夸镇分出，正式建立。